# Koffi Kouao
Koffi Franck Kouao (* 20. Mai 1998 in Abidjan) ist ein ivorisch-ghanaischer Fußballspieler, der beim FC Metz spielt.

## Karriere

### Verein
Kouao begann seine fußballerische Karriere in der Elfenbeinküste beim ASEC Mimosas. Im Sommer 2016 wechselte er nach Portugal zum FC Vizela. Am 28. Januar 2017 (24. Spieltag) debütierte er in der Segunda Liga, als er bei einem 3:1-Sieg über Desportivo Aves 90 Minuten lang spielte. Bis zum Saisonende 2016/17 kam er zu sieben Liga- und einem Pokaleinsatz. Für die Spielzeit 2017/18 wurde Kouao an den Erstligisten Moreirense FC verliehen. Direkt am ersten Spieltag stand er in der ersten portugiesischen Liga in der Startelf und debütierte somit im neuen Trikot. Nach wettbewerbsübergreifend 15 Saisonspielen kehrte er nach der Saison vorzeitig nach Vizela zurück, ehe er für die Saison 2018/19 an den Zweitligisten FC Famalicão verliehen wurde. Nach sechs Ligaeinsätzen wurde die Leihe im Februar 2019 abgebrochen und Kouao kehrte zum mittlerweile in der dritten Liga spielenden FC Vizela zurück. Dort spielte er im Rest der Saison sechsmal. 2019/20 kam Kouao dann auf 19 Einsätzen und stieg mit dem Klub wieder in die zweite Liga auf. Hier kam er am zweiten Spieltag zu seinem ersten Profitor, als er bei einer 1:4-Niederlage gegen den FC Porto B traf. Insgesamt war er 2020/21 Stammspieler, traf in seinen 24 Einsätzen zweimal und stieg als Vizemeister mit seinem Team in die Primeira Liga auf. Am vierten Spieltag der neuen Saison schoss er bei einem 1:1-Unentschieden gegen Boavista Porto sein erstes Tor in der ersten Liga. Auch hier war er Stammspieler und kam erneut auf 24 Einsätze und zwei Tore, wodurch er zum Klassenerhalt beitrug.
Im Sommer 2022 wechselte er nach Frankreich zum Zweitligisten FC Metz. Dort war er auf Anhieb Stammspieler in der Rechtsverteidigung und traf in 33 Einsätzen auch einmal. Am ersten Spieltag der Saison 2023/24 debütierte er in der Ligue 1, nachdem er mit Metz als Vizemeister aufstiegen war.

### Nationalmannschaft
Beim U23-Afrika-Cup 2019 spielte er mit der Elfenbeinküste dreimal, wobei er auch im Finale eingesetzt wurde, welches jedoch verloren ging. Anderthalb Jahre später stand er auch im Aufgebot der ivorischen Olympiaauswahl. Bei dem Turnier kam er zu zwei Einsätzen, ehe er mit dem Team im Viertelfinale ausschied.

## Erfolge
FC Vizela
- Aufstieg in die Segunda Liga: 2020  ▲
- Vizemeister der Segunda Liga: 2021  ▲

FC Metz
- Vizemeister der Ligue 2: 2023  ▲

Elfenbeinküste U23
- Vize-U23-Afrikameister: 2019